# Kristofer Schipper
Kristofer Marinus Schipper (Järnskog, Zweden, 23 oktober 1934 – Amsterdam, 18 februari 2021), ook bekend als Rik Schipper en in China als Shi Zhouren, was een Franse sinoloog van Nederlandse afkomst, gespecialiseerd in het taoïsme. In 1968 werd hij op Taiwan als eerste westerling bevestigd als taoïstische meester. Na zijn terugkeer in 1970 werd hij hoogleraar Chinese religies aan de École pratique des hautes études. In 1982 publiceerde hij Le corps taoïste, corps physique - corps social, waarmee hij bekend werd als kenner van de levende tradities en rituelen van het taoïsme en waarvoor hij in 1985 de Prix Stanislas Julien van de Franse Academie ontving.
Tussen 1993 en 1999 was hij tevens hoogleraar Chinese geschiedenis aan de Universiteit Leiden. Sinds zijn emeritaat woonde hij in Fuzhou in de Volksrepubliek China. Daar stichtte hij in 2001 met zijn vrouw Yuan Bingling de eerste bibliotheek in China gespecialiseerd in Westerse literatuur en sociale wetenschappen. In Nederland is hij sinds 1995 lid van de Afdeling Letterkunde (Sectie Taal- en Literatuurwetenschappen) van de Koninklijke Nederlandse Akademie van Wetenschappen. In Frankrijk ontving hij in 2004 de ridderorde van het Ordre national de la Légion d'honneur. In hetzelfde jaar ontving hij de Vriendschapsprijs van het Chinese Volk voor zijn bevordering van de verspreiding van de Chinese cultuur buiten China.

## Biografie
Schipper werd geboren in 1934 in Järnskog (sinds 1971 deel van de gemeente Eda) in Zweden. Hij was de tweede zoon van de bewust ongehuwde moeder Johanna Engelberta Kuiper (1896-1956), kandidate in de theologie, letterkundige en telg uit het geslacht Kuiper. Zij trouwde een jaar na de geboorte van Kristofer met dr. Klaas Abe Schipper (1906-1949), Nederlands Hervormd predikant in Etersheim (N.-H.). Hij echtte Kristofer en zijn halfbroer Willem Frederik (Wim, 1924-1993). Beiden waren volle neven van Taco Kuiper (1941-2004). 
Kristofer groeide op in Etersheim en in Bilthoven op de Werkplaats Kindergemeenschap van Kees Boeke en volgde het gymnasium aan het Montessori Lyceum in Amsterdam. In zijn jeugd raakte hij geboeid door de kunst van China en Japan en ging daarom na zijn eindexamen naar de École du Louvre in Parijs voor een gespecialiseerde opleiding in deze materie. In Parijs studeerde hij verder Chinees en Japans aan de École nationale des langues orientales vivantes, Chinese godsdiensten bij Rolf Stein en Maxime Kaltenmark en antropologie bij Roger Bastide. In 1962 promoveerde hij aan de École pratique des hautes études, deel van de Sorbonne met het proefschrift Han Wou-ti nei-tchouan. La vie intime de l'empereur Wou des Han en kreeg hij een aanstelling als wetenschappelijk onderzoeker bij de École française d'Extrême-Orient.

### Verblijf op Taiwan

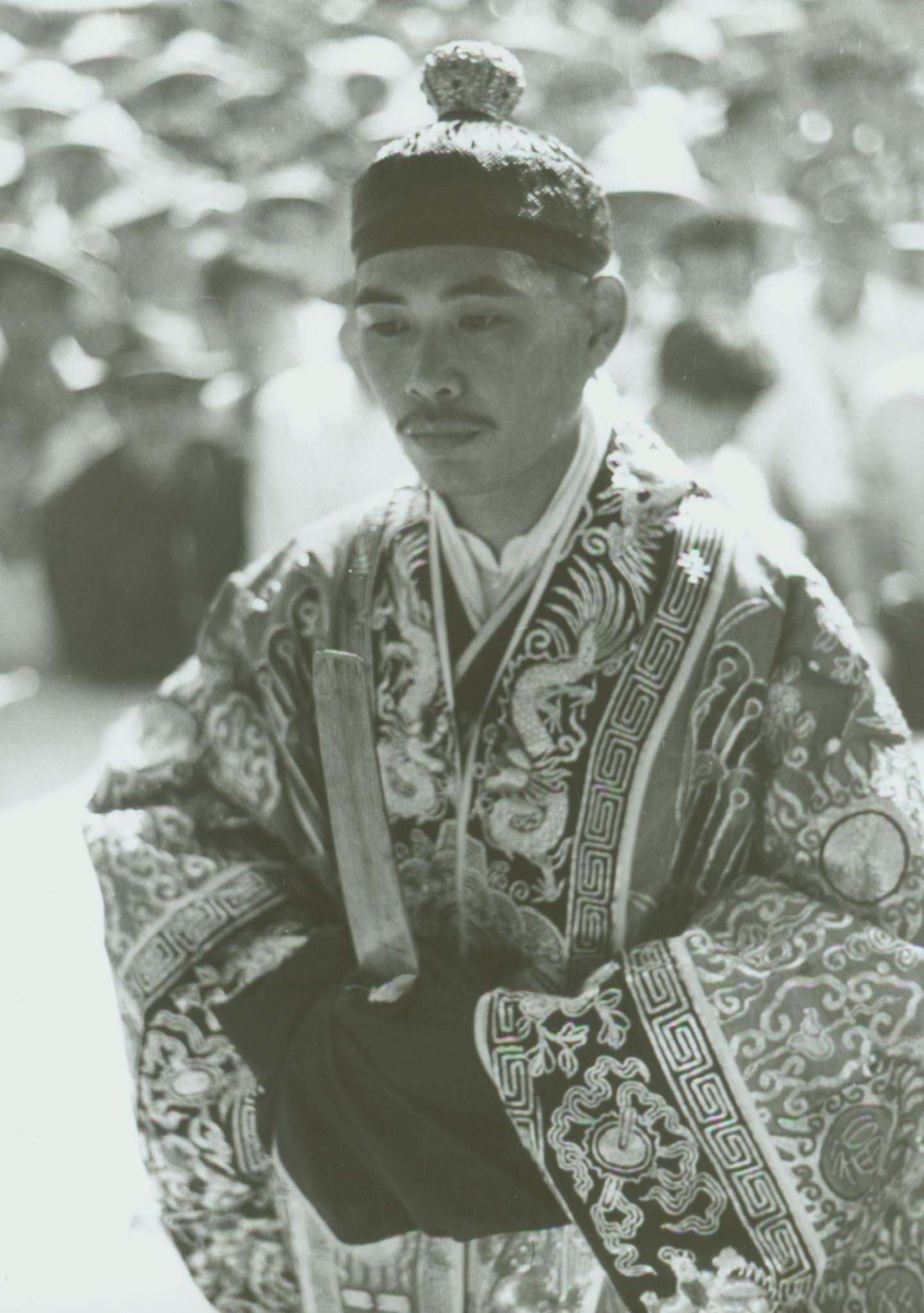
Jonge Taomeester tijdens zijn inwijding in de Zhengyi orde. Foto: Kristofer Schipper, Gangshan, 1963

Eveneens in 1962 werd Schipper toegelaten als Visiting Scholar aan de Academia Sinica te Taipei, waar hij werkzaam was aan het Institute of Ethnology. Dit stelde hem in staat om in de oude stad Tainan, in het zuiden van Taiwan veldwerk te verrichten. Hij was geïnteresseerd geraakt in de Chinese volksgodsdienst en wilde de ceremoniën en rituelen behorende bij de beoefening van het taoïsme tussen de mensen zelf bestuderen. Aanleiding voor deze stap was zijn belangstelling voor het Chinese marionettentheater, dat volgens hem banden had met taoïstische rituelen.
In het voorjaar van 1964 kreeg Schipper de kans om in een tempel in Xigang ten noorden van Tainan een groot collectief ritueel bij te wonen. Dat was een "zuiver offer" (qingjiao, 清醮) dat slechts eenmaal in drie jaar plaatsvindt en vijf dagen lang duurt. Deze klassieke liturgische traditie, die binnen de Taoïstische Canon een uiterst belangrijke plaats inneemt, was nog niet eerder geobserveerd. Teneinde het hem mogelijk te maken deze traditie te bestuderen werd Schipper geadopteerd binnen een clan van Taoïstische meesters. Kennis van de rituelen kon alleen binnen een familie worden doorgegeven. Schipper ontdekte zo dat er binnen families van meesters een traditie van doorgifte van teksten uit de taoïstische canon bestond die buiten de formele structuur terugging tot aan het begin van de Weg van de Hemelse Meesters.
In 1968 werd Schipper ingewijd als meester in de  Zhengyi-school van het taoïsme. De bevestiging vond plaats in Tainan in de Tempel des Hemels Tiantan  door Zhang Enpu (1904-1969), afstammeling in de 63e generatie van de eerste Hemelse Meester Zhang Daoling.

### Academische loopbaan
In 1970 keerde Schipper terug naar Parijs waar hij werd benoemd tot hoogleraar Chinese religies aan de École pratique des hautes études. In 1973 richtte hij aldaar het Centre d'Étude et de Documentation sur le Taoïsme op. Dankzij de steun van de European Science Foundation kwam daar het internationale onderzoeksproject tot stand voor het maken van de eerste volledige wetenschappelijke inventarisatie en analyse van de meer dan 1500 werken uit de taoïstische canon (Daozang, Wade-Giles: Tao-tsang). Hieraan gaven een dertigtal onderzoekers uit Europa, China, Japan en de Verenigde Staten hun medewerking. Dit project werd in 2004 afgesloten met de publicatie van The Taoist Canon. A Historical Compendium to the Daozang, in samenwerking met Franciscus Verellen.
Tussen 1979 en 1985 leidde Schipper de onderzoeksgroep Bibliographie taoïste binnen het Centre national de la recherche scientifique. Dit resulteerde in de publicatie van een aantal concordanties op taoïstische teksten.
In 1982 publiceerde Schipper Le corps taoïste. Corps physique, corps social, waarmee hij ook bij een groter publiek zijn naam vestigde als specialist van het taoïsme. Samen met Wendela Schipper-Gorter bezorgde hij in 1988 de Nederlandse vertaling van dit boek onder de titel Tao. De levende religie van China. De illustraties zijn overgenomen uit de oorspronkelijke Franse uitgave en waren gemaakt door zijn dochter Johanna Schipper. Een Engelse vertaling (The Taoist Body) verscheen voor het eerst in 1993.
In 1993 werd Schipper aangesteld als hoogleraar Chinese geschiedenis aan de Rijksuniversiteit Leiden. Hier leidde hij de werkgroep Peking als heilige stad, een onderzoek naar de maatschappelijke structuur van religieuze gemeenschappen binnen de stad Peking. Dit werd gesteund  door de Nederlandse Organisatie voor Wetenschappelijk Onderzoek (NWO) en de Koninklijke Nederlandse Akademie van Wetenschappen (KNAW), alsook door het Franse Centre national de la recherche scientifique en de École française d'Extrême-Orient. Aanvankelijk werden de onderzoeksresultaten gepubliceerd in het jaarboek Sanjiao wenxian. Matériaux pour l'étude de la religion chinoise. Revue annuelle, een gemeenschappelijke uitgave van de École pratique des hautes études en het Center for Non-Western Studies van de Leidse universiteit. Tussen 1997 en 2005 zijn vier delen verschenen. Sinds 2011 worden de resultaten gepubliceerd door Marianne Bujard en Dong Xiaoping in de serie Temples et stèles de Pékin van de École française d’Extrême-Orient en de Université normale de Pékin (Pedagogische Universiteit van Peking). Tot 2015 verschenen er drie delen.
In 1999 ging Kristofer Schipper met emeritaat.

### Emeritaat
Vanaf zijn emeritaat woonde Schipper in Fuzhou in de Volksrepubliek China. Hij was hoogleraar aan de Fuzhou University, waar hij world civilization doceerde. Hij stichtte daar in 2001 met zijn vrouw Yuan Bingling het Fuzhou University Global Civilization Research Center and Library of the Western Belvedère, meestal afgekort tot De Westelijke Belvedère Bibliotheek (西观藏书楼, Xiguan cangshulou), de eerste bibliotheek in China gespecialiseerd in Westerse literatuur en sociale wetenschappen. De bibliotheek werd officieel geopend in 2003 en is een verwijzing naar De Oostelijke Belvedère, de oostelijke toren van het keizerlijk paleis in Luoyang, waar het keizerlijk archief van de Oostelijke Han-dynastie was gevestigd en dat bekend is gebleven door het historische werk Optekeningen van de Han uit de Oostelijke Toren. De bibliotheek wordt ondersteund door de Universiteit van Fuzhou, de regering van de provincie Fujian en de in Leiden gevestigde Yimen Stichting.
Op 27 september 2004 ontving Schipper de Vriendschapsprijs van de Chinese regering, de hoogste onderscheiding die een buitenlander in de Volksrepubliek kan ontvangen. Zijn vermaardheid in China bleek verder toen hij in 2008 werd uitgenodigd om een van de fakkeldragers te zijn bij de fakkeloptocht ter gelegenheid van de opening van de Olympische Zomerspelen in Peking. Op 30 augustus 2011 ontving hij voor zijn inzet de Special Book Award of China.
Nadat Schipper in 1997 de innerlijke geschriften van de Zhuangzi in het Nederlands had vertaald, volgde in 2007 de vertaling van het volledige werk. Dit was voor het eerst dat de Zhuangzi direct vanuit het Chinees naar het Nederlands werd vertaald. In 2010 volgde een vertaling van de Tao Te Ching. Beide werken behoren tot de belangrijkste geschriften van het taoïsme.
In 2011 kondigde hij aan de Gesprekken van Confucius te gaan vertalen. Schipper zag de levensbeschouwing van Confucius als de grondslag van de Chinese beschaving. Hij voltooide zijn vertaling begin 2014 en zag dit als de aanvang voor een nieuwe vertaling van de Vijf Klassieken, de canonieke boeken van het confucianisme.
In 2013 namen Schipper en zijn echtgenote het initiatief om de Aishan Foundation op te richten. Doel was het behoud en het bestuderen van 108 natuurheiligdommen van het taoïsme in Zuid- en Centraal China, de "hemelse grotten" (dongtian,  洞天) en de "gezegende plekken" (fudi, 福地). Zij werden hierbij ondersteund door het Wereld Natuur Fonds.
Schipper overleed op 18 februari 2021 in Amsterdam, omgeven door zijn familie.